# NFL sezona 1963.
NFL sezona 1963. je 44. po redu sezona nacionalne lige američkog nogometa. 
Sezona je počela 15. rujna 1963. Utakmica za naslov prvaka NFL lige odigrana je 29. prosinca 1963. u Chicagu u Illinoisu na stadionu Wrigley Field. U njoj su se sastali pobjednici istočne konferencije New York Giantsi i pobjednici zapadne konferencije Chicago Bearsi. Pobijedili su Bearsi rezultatom 14:10 i osvojili svoj osmi naslov prvaka NFL-a. U utakmici za treće mjesto (Playoff Bowlu) Green Bay Packersi su pobijedili Cleveland Brownse 40:23.

## Poredak po divizijama na kraju regularnog dijela sezone
| Istočna konferencija |     |     |     |      |     |     |
| Momčad               | Pob | Por | Ner | %    | P+  | P-  |
| New York Giants*     | 11  | 3   | 0   | 78,6 | 448 | 280 |
| Cleveland Browns     | 10  | 4   | 0   | 71,4 | 343 | 262 |
| St. Louis Cardinals  | 9   | 5   | 0   | 64,3 | 341 | 283 |
| Pittsburgh Steelers  | 7   | 4   | 3   | 63,6 | 321 | 295 |
| Dallas Cowboys       | 4   | 10  | 0   | 28,6 | 305 | 378 |
| Washington Redskins  | 3   | 11  | 0   | 21,4 | 279 | 398 |
| Philadelphia Eagles  | 2   | 10  | 2   | 16,7 | 242 | 381 |

| Zapadna konferencija |     |     |     |      |     |     |
| Momčad               | Pob | Por | Ner | %    | P+  | P-  |
| Chicago Bears*       | 11  | 1   | 2   | 91,7 | 301 | 144 |
| Green Bay Packers    | 11  | 2   | 1   | 84,6 | 369 | 206 |
| Baltimore Colts      | 8   | 6   | 0   | 57,1 | 316 | 285 |
| Detroit Lions        | 5   | 8   | 1   | 38,5 | 326 | 265 |
| Minnesota Vikings    | 5   | 8   | 1   | 38,5 | 309 | 390 |
| Los Angeles Rams     | 5   | 9   | 0   | 35,7 | 210 | 350 |
| San Francisco 49ers  | 2   | 12  | 0   | 14,3 | 198 | 391 |

Napomena: * - pobjednici konferencije, % - postotak pobjeda, P± - postignuti/primljeni poeni

## Doigravanje

### Prvenstvena utakmica NFL-a
- 29. prosinca 1963. Chicago Bears - New York Giants 14:10

### Playoff Bowl
- 5. siječnja 1964. Green Bay Packers - Cleveland Browns 40:23

## Nagrade za sezonu 1963.
- Najkorisniji igrač (MVP) - Y. A. Tittle, quarterback, New York Giants
- Trener godine - George Halas, Chicago Bears

## Statistika

### Statistika po igračima

#### U napadu
- Najviše jarda dodavanja: Johnny Unitas, Baltimore Colts - 3481
- Najviše jarda probijanja: Jim Brown, Cleveland Browns - 1863
- Najviše uhvaćenih jarda dodavanja: Bobby Mitchell, Washington Redskins - 1436

#### U obrani
- Najviše presječenih lopti: Dick Lynch, New York Giants i Rosey Taylor Chicago Bears - 9

### Statistika po momčadima

#### U napadu
- Najviše postignutih poena: New York Giants - 448 (32,0 po utakmici)
- Najviše ukupno osvojenih jarda: New York Giants - 358,9 po utakmici
- Najviše jarda osvojenih dodavanjem: Baltimore Colts - 235,4 po utakmici
- Najviše jarda osvojenih probijanjem: Cleveland Browns - 188,5 po utakmici

#### U obrani
- Najmanje primljenih poena: Chicago Bears - 144 (10,3 po utakmici)
- Najmanje ukupno izgubljenih jarda: Chicago Bears - 226,9 po utakmici
- Najmanje jarda izgubljenih dodavanjem: Chicago Bears - 123,9 po utakmici
- Najmanje jarda izgubljenih probijanjem: Chicago Bears - 103,0 po utakmici

## Vanjske poveznice
- Pro-Football-Reference.com, statistika sezone 1963. u NFL-u
- NFL.com, sezona 1963.